# Colégio Renascença
O Colégio Renascença, ou Colégio Hebraico Brasileiro Renascença é uma instituição particular de ensino brasileira, situada na cidade de São Paulo. 
Essa instituição é considerada a maior escola judaica no Brasil e uma das cinco maiores da América Latina. Tem atualmente cerca de 800 alunos, aos quais oferece classes que vão da educação infantil ao final do ensino médio.
Foi fundado na década de 1920 no bairro do Bom Retiro, mas se expandiu e mudou-se, em 2002, para Santa Cecília. No início de 2018 mudou-se para a nova sede, no bairro da Barra Funda, onde ocupa a área do antigo estacionamento do parque de diversões Playcenter 